# Пфуллендорф
Пфуллендорф (нім. Pfullendorf) — місто в Німеччині, знаходиться в землі Баден-Вюртемберг. Підпорядковується адміністративному округу Тюбінген. Входить до складу району Зігмарінген.
Площа — 90,56 км2. Населення становить 13 472 ос. (станом на 31 грудня 2020).

## Географія

### Адміністративний поділ
Місто складається з таких районів:
| Герб                      | Назва                  | Населення (2006) | Площа  |
| ------------------------- | ---------------------- | ---------------- | ------ |
| Pfullendorf               | Пфуллендорф (центр)    | 10.500           | ?      |
| Denkingen                 | Денкінген              | 900              | ?      |
| Aach-Linz                 | Аах-Лінц               | 1300             | ?      |
| Gaisweiler                | Гайшвейлер-Таутенбронн | ?                | 355 га |
| Großstadelhofen           | Гросштадельгофен       | ?                | ?      |
| Mottschieß                | Мотчис                 | 150              | ?      |
| Otterswang                | Оттершванг             | 267              | 529 га |
| Wappen Zell am Andelsbach | Целль-ам-Андельсбах    | ?                | ?      |

## Галерея

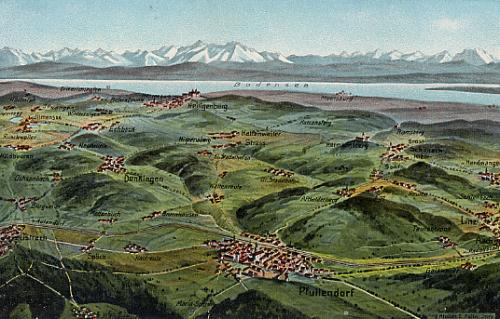
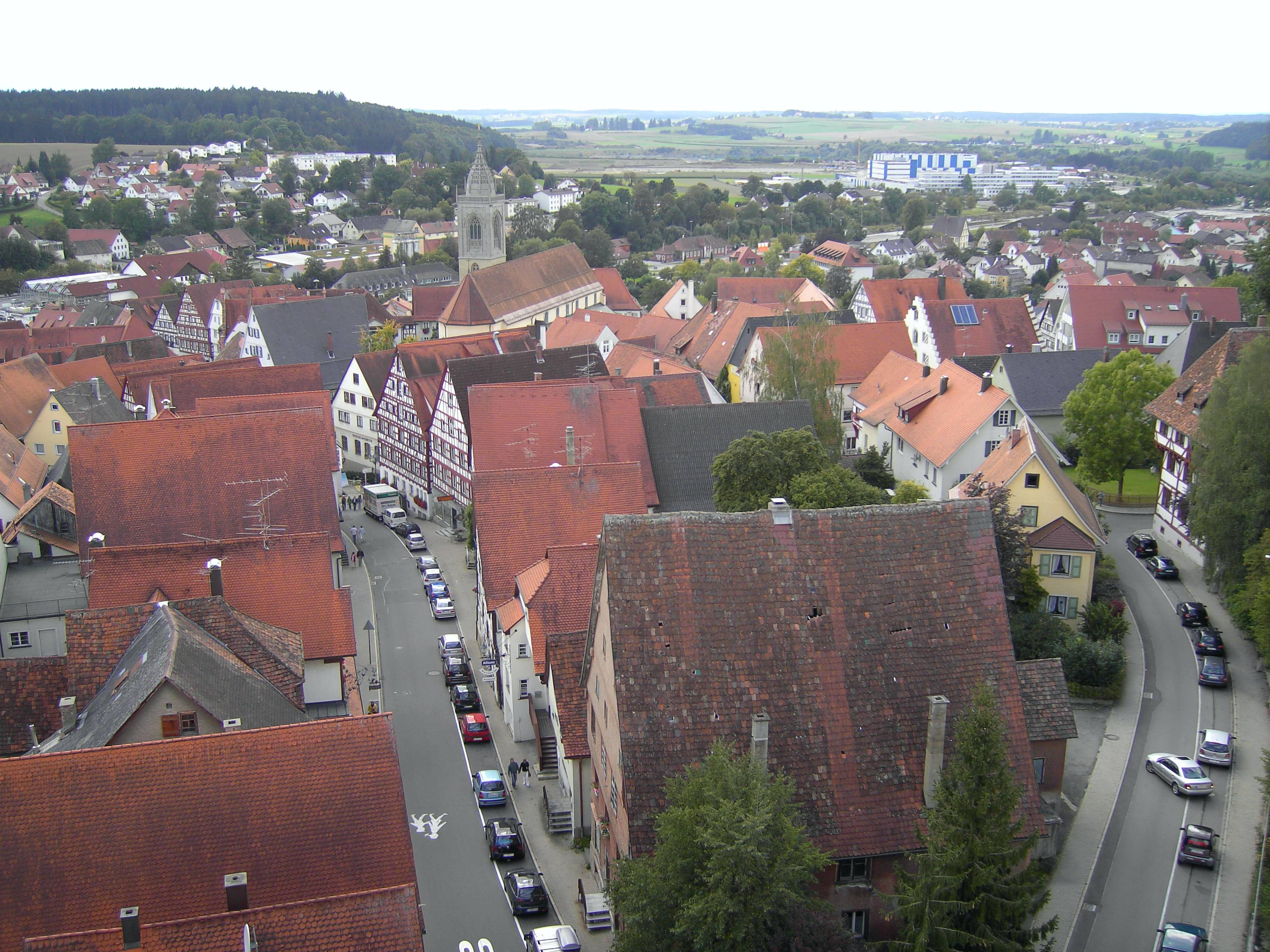
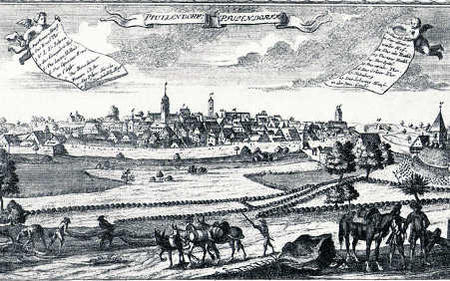
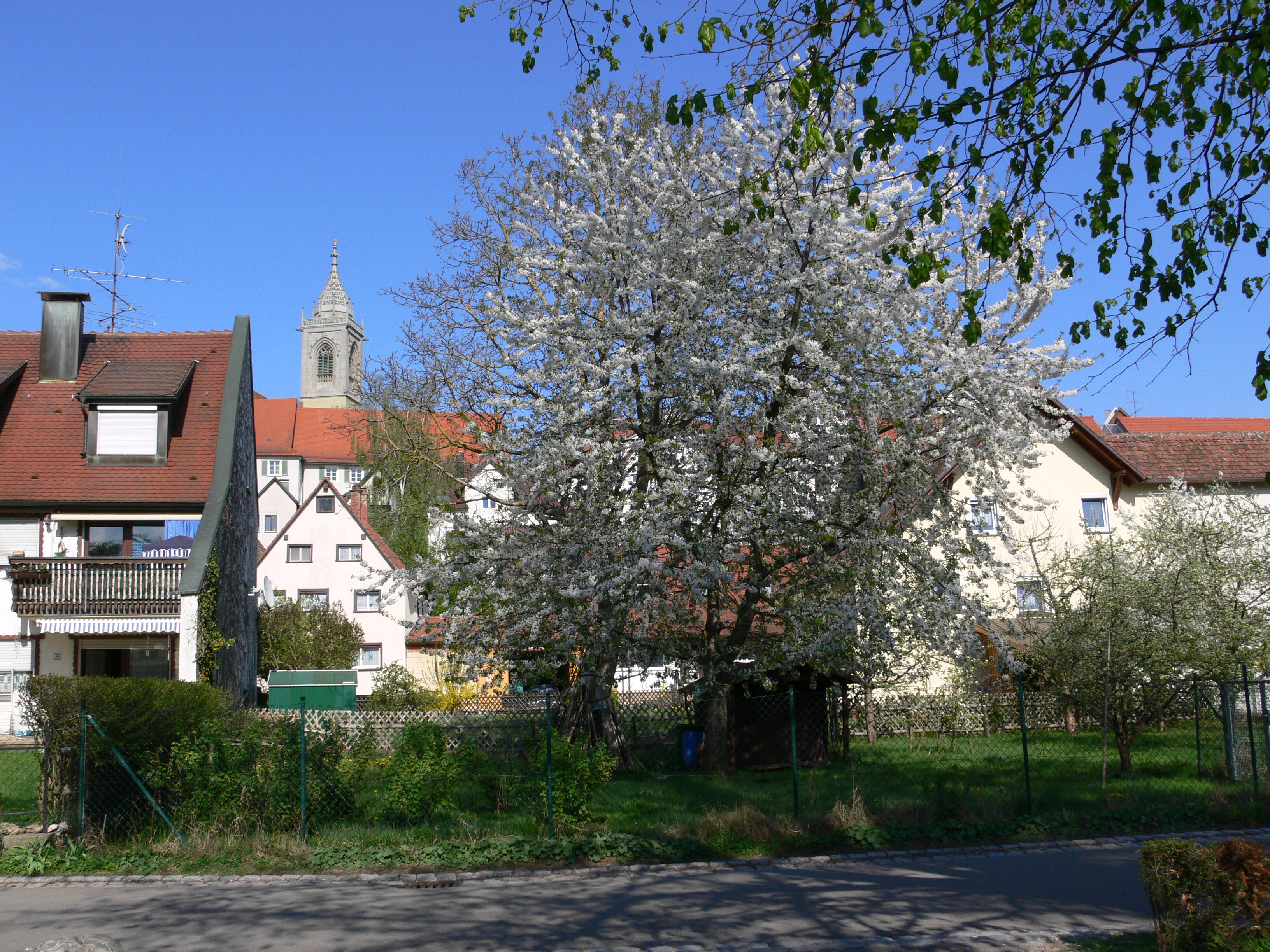
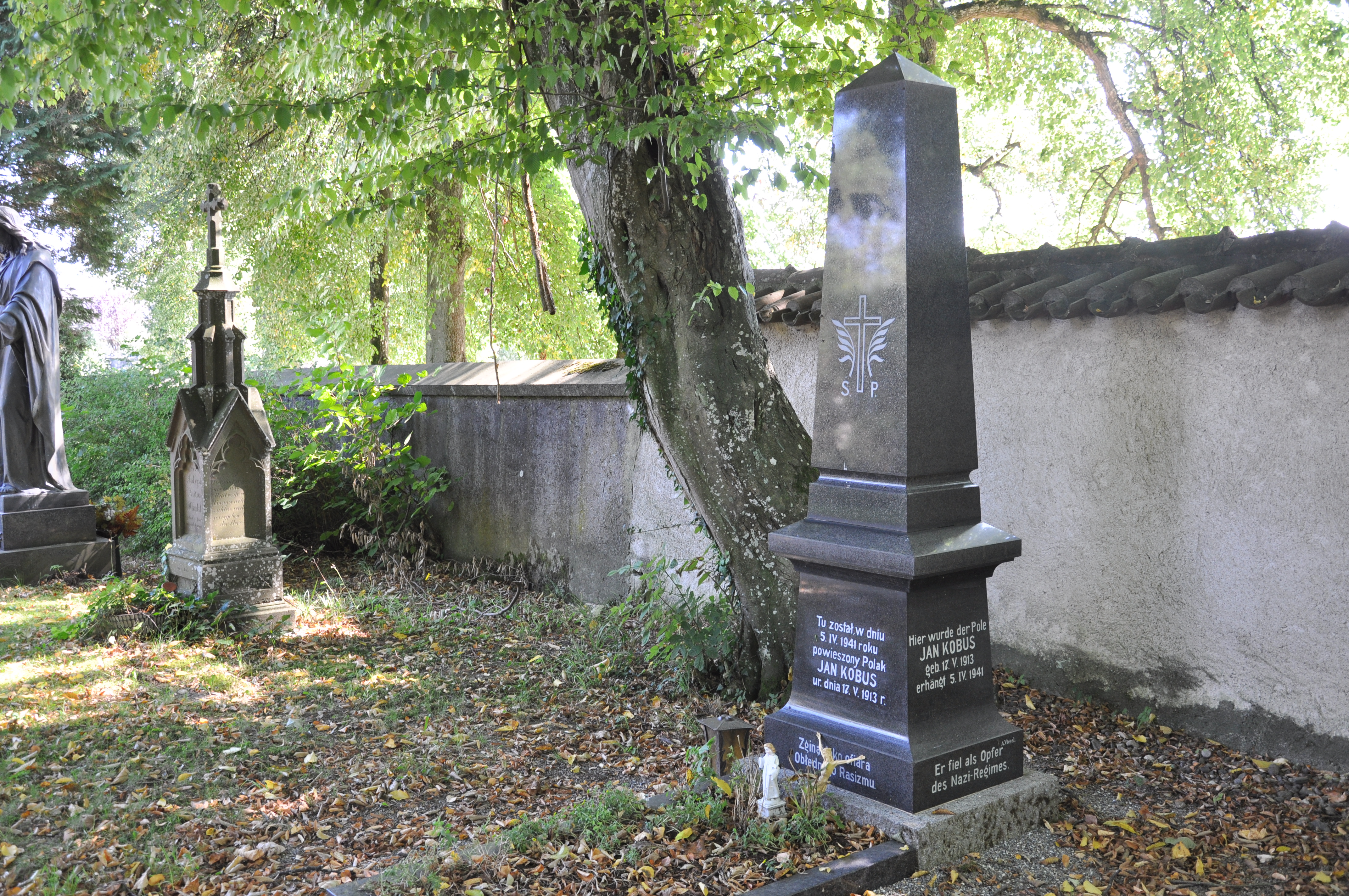
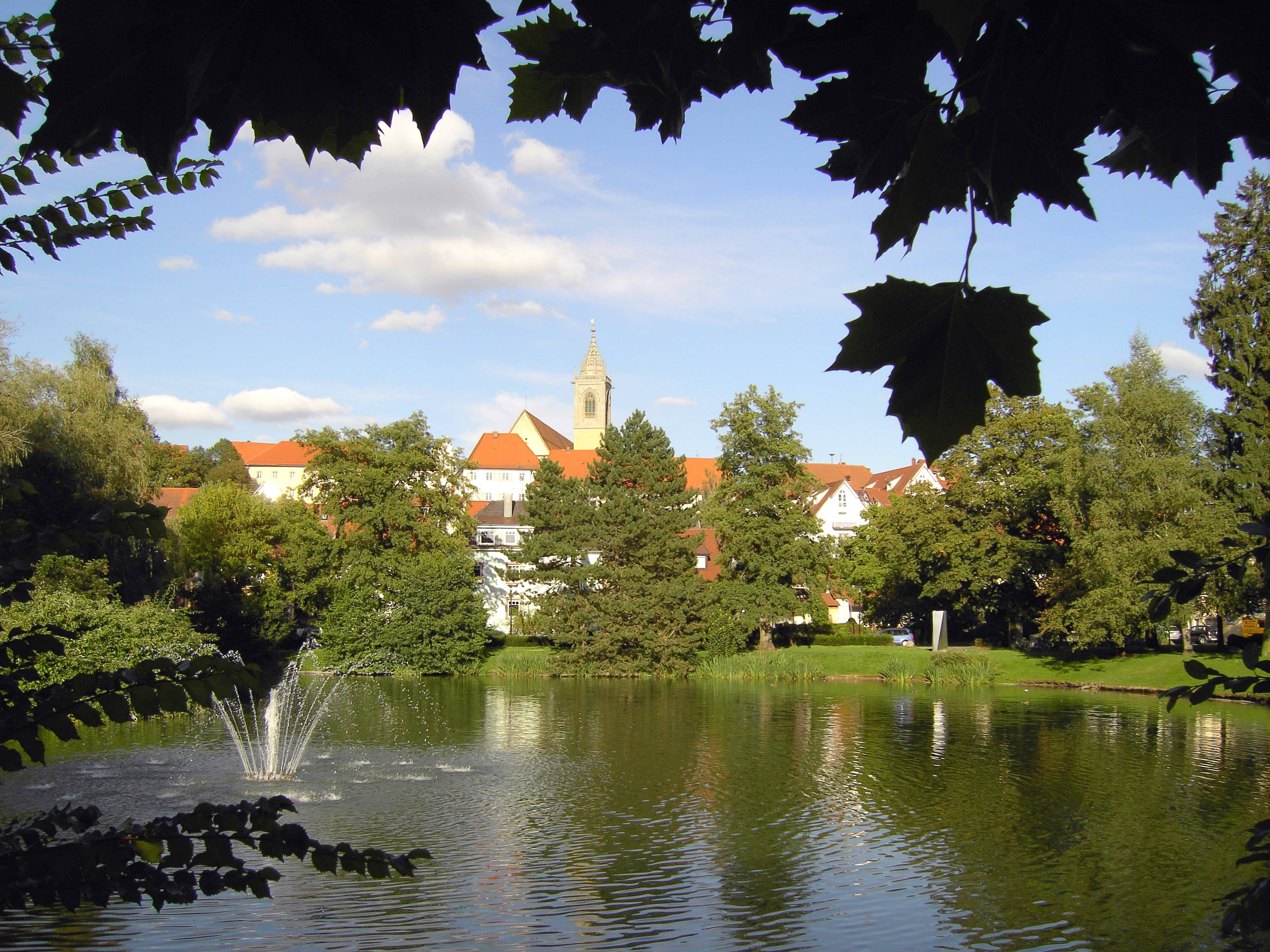

## Уродженці
- Вендель Діттерлін (1550—1599) — німецький художник-маньерист.